# Contre-la-montre par équipes féminin aux championnats du monde de cyclisme sur route 2014
Navigation
Florence 2013 Richmond 2015
Le contre-la-montre par équipes féminin aux championnats du monde de cyclisme sur route 2014 a eu lieu le 21 septembre 2014 à Ponferrada, en Espagne.
Le titre a été remporté par la formation américaine Specialized-Lululemon qui s'impose respectivement devant l'Australienne Orica-AIS et l'Italienne Astana BePink Womens.

## Parcours
Le parcours de la course est tracé sur 36,15 km. Le contre-la-montre par équipes commence dans le centre de Ponferrada et passe par La Martina, Posada del Bierzo, Carracedelo et Cacabelos, pour revenir sur Ponferrada. Les coureurs font face à quelques petites montées pendant la course avec un total de 198 mètres de montée et une pente maximale de 7%.

## Participation
Les équipes occupant les vingt-cinq premières places du classement UCI par équipes au 15 août reçoivent une invitation pour ce championnat. Chaque équipe peut inscrire neuf coureuses, dont six disputent la course. Les coureuses doivent être issues de l'effectif de l'équipe (les stagiaires ne sont pas éligibles).

## Programme
Les horaires sont ceux de l'heure normale d'Europe centrale (UTC+1)
| Date              | Horaire         |                                      |
| ----------------- | --------------- | ------------------------------------ |
| 21 septembre 2014 | 10 h 00-11 h 25 | Contre-la-montre par équipes féminin |
| 21 septembre 2014 | 11 h 45         | Cérémonie                            |

## Primes
L'UCI attribue un total de 49 531 € aux cinq premières équipes de l'épreuve.
| Position | 1er      | 2e      | 3e      | 4e      | 5e      | Total    |
| Montant  | 10 666 € | 6 666 € | 4 166 € | 2 500 € | 1 666 € | 49 531 € |

## Course
L'équipe Specialized-Lululemon gagne l'épreuve pour la troisième fois consécutive, malgré une chute à l'entraînement du samedi.
L'équipe Rabo Liv Women est victime d'une chute collective alors qu'elle avait le second temps intermédiaire. Marianne Vos a été distancée avant la chute. Annemiek van Vleuten et Anna van der Breggen sont conduites à l'hôpital. La première est blessée à la jambe tandis que l'autre s'est fracturée le bassin. Elles sont toutes les deux forfaits pour le reste des championnats du monde,

## Classement
| Classement                | Équipe | Temps           |
| ------------------------- | --- | --------------- |
| Médaille d'or, monde      | Specialized-Lululemon Chantal Blaak (NED) Lisa Brennauer (GER) Karol-Ann Canuel (CAN) Carmen Small (USA) Evelyn Stevens (USA) Trixi Worrack (GER)        | 43 min 33 s 35  |
| Médaille d'argent, monde  | Orica-AIS Annette Edmondson (AUS) Melissa Hoskins (AUS) Emma Johansson (SWE) Jessie MacLean (AUS) Valentina Scandolara (ITA) Amanda Spratt (AUS)         | + 1 min 17 s 56 |
| Médaille de bronze, monde | Astana BePink Womens Alena Amialiusik (BLR) Simona Frapporti (ITA) Doris Schweizer (SUI) Alison Tetrick (USA) Silvia Valsecchi (ITA) Susanna Zorzi (ITA) | + 2 min 19 s 64 |
| 4                         | Optum-Kelly Benefit Strategies | + 2 min 25 s 75 |
| 5                         | Boels Dolmans | + 2 min 26 s 33 |
| 6                         | UnitedHealthcare | + 2 min 43 s 80 |
| 7                         | Bigla | + 2 min 55 s 54 |
| 8                         | Giant-Shimano | + 3 min 45 s 05 |
| 9                         | Hitec Products | + 4 min 1 s 38  |
| 10                        | RusVelo | + 4 min 7 s 66  |
| 11                        | Tibco/To the Top | + 4 min 10 s 25 |
| 12                        | BTC City Ljubljana | + 4 min 19 s 93 |
| 13                        | Topsport Vlaanderen-Pro-Duo | + 5 min 45 s 82 |
| 14                        | Rabo Liv Women | + 10 min 5 s 32 |

## Liste des engagées
| Équipe                         | Coureuses                                                                                             |
| ------------------------------ | --- |
| Astana BePink Womens           | Alena Amialiusik Simona Frapporti Doris Schweizer Alison Tetrick Silvia Valsecchi Susanna Zorzi       |
| Bigla                          | Elke Gebhardt Jacqueline Hahn Nicole Hanselmann Taryn Heather Vera Koedooder Lotta Lepistö            |
| Boels Dolmans                  | Elizabeth Armitstead Jessie Daams Romy Kasper Christine Majerus Katarzyna Pawłowska Eleonora van Dijk |
| BTC City Ljubljana             | Polona Batagelj Eugenia Bujak Ursa Pintar Mia Radotić Martina Ritter Elena Valentini                  |
| Giant-Shimano                  | Marijn de Vries Claudia Lichtenberg Floortje Mackaij Sara Mustonen Amy Pieters Maaike Polspoel        |
| Hitec Products                 | Miriam Bjørnsrud Vita Heine Cecilie Gotaas Johnsen Julie Leth Emilie Moberg Sara Olsson               |
| Optum-Kelly Benefit Strategies | Annie Ewart Lauren Hall Janel Holcomb Leah Kirchmann Brianna Walle Jade Wilcoxson                     |

| Équipe                      | Coureuses |
| --------------------------- | --- |
| Orica-AIS                   | Annette Edmondson Melissa Hoskins Emma Johansson Jessie MacLean Valentina Scandolara Amanda Spratt              |
| Rabo Liv Women              | Lucinda Brand Pauline Ferrand-Prévot Roxane Knetemann Anna van der Breggen Annemiek van Vleuten Marianne Vos    |
| RusVelo                     | Tatiana Antoshina Alexandra Bourchenkova Anastasia Tchulkova Oxana Kozonchuk Elena Kuchinskaya Maria Savitskaya |
| Specialized-Lululemon       | Chantal Blaak Lisa Brennauer Karol-Ann Canuel Carmen Small Evelyn Stevens Trixi Worrack                         |
| Tibco/To the Top            | Joanne Kiesanowski Amanda Miller Kendall Ryan Patricia Schwager Lauren Stephens Anika Todd                      |
| Topsport Vlaanderen-Pro-Duo | Gilke Croket Nel De Crits Demmy Druyts Kelly Druyts Lotte Kopecky Kelly Van den Steen                           |
| UnitedHealthcare            | Rushlee Buchanan Cari Higgins Sharon Laws Alison Powers Lauren Tamayo Ruth Winder                               |